# Championnat d'Angleterre féminin de football série de printemps 2017
Navigation
2016 2017-2018
Le Championnat d'Angleterre féminin de football série de printemps 2017, en anglais FA WSL Spring Series se déroule entre la septième saison et  la huitième saison du Championnat d'Angleterre féminin de football. Alors que le championnat se transforme pour se dérouler selon le même calendrier que le championnat masculin, c'est-à-dire devenir un championnat hivernal, cette compétition sert à occuper la période entre mars et mai 2017,.
Chelsea Ladies Football Club l'emporte en ne devançant Manchester City Women's Football Club qu'à la différence de buts. Arsenal Ladies Football Club complète le podium. Aucune équipe n'est reléguée.

## Participantes
La veille du commencement de la compétition, Notts County Ladies Football Club déclare forfait. Cette décision est due à des raisons économiques. Le club, qui jusqu'en 2014 était localisé à Lincoln est dans l'incapacité financière de se maintenir à ce niveau de la compétition. Il est mis en liquidation. Cela met au chômage toutes ses joueuses dont de nombreuses internationales. L'équipe n'est pas remplacée et le championnat débute avec seulement neuf équipes.
- Légende des couleurs

- Ligue des champions 2016-2017.

| Club                                        | Localisation   | Stade                     | Classement 2016 |
| ------------------------------------------- | -------------- | ------------------------- | --------------- |
| Arsenal Ladies Football Club                | Borehamwood    | Meadow Park               | 3e              |
| Birmingham City Ladies Football Club        | Solihull       | Damson Park               | 4e              |
| Bristol City Women's Football Club          | Bristol        | Stoke Gifford Stadium     | 2e D2           |
| Chelsea Ladies Football Club                | Staines        | Wheatsheaf Park           | 2e              |
| Manchester City Women's Football Club       | Manchester     | Manchester Regional Arena | 1re             |
| Liverpool Ladies Football Club              | Widnes         | Halton Stadium            | 5e              |
| Notts County Ladies Football Club           | Nottingham     | Meadow Lane               | 6e              |
| Sunderland Association Football Club Ladies | Hetton-le-Hole | The Hetton Centre         | 7e              |
| Reading Football Club Women                 | High Wycombe   | Adams Park                | 8e              |
| Yeovil Town Ladies Football Club            | Yeovil         | Huish Park                | 1re D2          |

## Compétition
Les équipes se rencontrent une seule fois, le terrain étant tiré au sort. Il n'y a ni relégation en deuxième division ni promotion au terme de cette demi-saison.

### Classement
Le classement est calculé avec le barème de points suivant : une victoire vaut trois points, le match nul un et la défaite zéro.
Les critères utilisés pour départager en cas d'égalité au classement sont les suivants :
1. différence entre les buts marqués et les buts concédés sur la totalité des matchs joués dans le championnat ;
2. plus grand nombre de buts marqués sur la totalité des matchs joués dans le championnat.

| Rang | Équipe                | Pts | J | G | N | P | Bp | Bc | Diff |
| ---- | --------------------- | --- | - | - | - | - | -- | -- | ---- |
| 1    | Chelsea LFC           | 19  | 8 | 6 | 1 | 1 | 32 | 3  | +29  |
| 2    | Manchester City T     | 19  | 8 | 6 | 1 | 1 | 17 | 6  | +11  |
| 3    | Arsenal LFC           | 18  | 8 | 5 | 3 | 0 | 22 | 9  | +13  |
| 4    | Liverpool LFC         | 14  | 8 | 4 | 2 | 2 | 20 | 18 | +2   |
| 5    | Sunderland AFC Ladies | 9   | 8 | 2 | 3 | 3 | 4  | 14 | -10  |
| 6    | Reading FCW           | 8   | 8 | 2 | 2 | 4 | 10 | 15 | -5   |
| 7    | Brimingham City       | 7   | 8 | 1 | 4 | 3 | 6  | 10 | -4   |
| 8    | Bristol City P        | 4   | 8 | 1 | 1 | 6 | 5  | 21 | -16  |
| 9    | Yeovil Town P         | 1   | 8 | 0 | 1 | 7 | 6  | 26 | -20  |

| Légende : | Légende : |
| --------- | --- |
|           | Championne |
|           | T : Tenant du titre. C : Vainqueur de la FA Cup 2016-2017. Pts points ; G victoires ; N match nuls ; P défaites Bp buts marqués ; Bc buts encaissés ; Diff différence de buts> |

### Résultats
| Résultats (▼dom., ►ext.)                                   | ARS | BIR | BRI | CHE | LIV | MNC | REA | SUN | YEO |
| Arsenal                                                    |     | 4-2 |     |     | 4-4 |     | 1-0 |     |     |
| Birmingham City                                            |     |     | 2-0 | 0-2 | 0-2 |     |     | 0-0 | 0-0 |
| Bristol City                                               | 0-5 |     |     | 0-4 | 1-1 | 0-3 | 1-3 |     |     |
| Chelsea                                                    | 2-2 |     |     |     | 7-0 |     |     |     | 6-0 |
| Liverpool                                                  |     |     |     |     |     | 1-3 | 4-2 | 4-0 |     |
| Manchester City                                            | 0-1 | 1-1 |     | 1-0 |     |     |     |     | 5-1 |
| Reading                                                    |     | 1-1 |     | 0-4 |     | 2-3 |     |     |     |
| Sunderland                                                 | 0-0 |     | 1-0 | 0-7 |     | 0-1 | 1-1 |     |     |
| Yeovil Town                                                | 1-5 |     | 2-3 |     | 1-4 |     | 0-1 | 1-2 |     |
| - Victoire à domicile - Match nul - Victoire à l'extérieur |     |     |     |     |     |     |     |     |     |